# Omalisus
Omalisus — род жесткокрылых семейства омализид.

## Описание
Переднегрудь впереди тазиков длинная. Голова не прикрыта перед краем переднеспинки, не вытянута в хоботок. Голени прямые. Надкрылья точечно-бороздчатые, переднеспинка без ячеек.

## Виды
Некоторые виды рода:
- подрод: Omalisus Geoffroy, 1762

- вид: Omalisus fontisbellaquaei Geoffroy, 1785
- вид: Omalisus minutus Pic, 1938
- вид: Omalisus nicaeensis Lesne, 1921
- вид: Omalisus sanguinipennis Laporte de Castelnau, 1840
- вид: Omalisus taurinensis Baudi, 1871
- вид: Omalisus victoris Mulsant, 1852

- подрод: Phaeopterus Costa, 1857

- вид: Omalisus flavangulus Spĺth, 1898
- вид: Omalisus graecus (Pic, 1901)
- вид: Omalisus nigricornis Reitter, 1881
- вид: Omalisus unicolor (Costa, 1857)